# Rien qu'une larme
Singles de Mike Brant
C'est ma prière
(1972) Tout donné, tout repris
(1973)
Rien qu'une larme est une chanson du chanteur israélien Mike Brant, sortie en 45 tours en 1973 et incluse l'année suivante dans sa compilation 74. Elle est composée par Mike Brant sur des paroles de Michel Jourdan. 
Elle obtient le succès, atteignant la 1re position des hit-parades français, wallon et québécois.

## Liste de titres
| 1. | Rien qu'une larme    | Michel Jourdan | Mike Brant | 3:05 |
| 2. | C'est une belle fête | Richard Seff   | Mike Brant | 3:10 |

## Accueil commercial
Rien qu'une larme entre dans les classements français et wallon en mars 1973. 
En France, elle se classe à la 1re place pendant 9 semaines consécutives,. Le 45 tours s'est vendu à plus de 800 000 exemplaires.
En Belgique francophone, elle est classée pendant 20 semaines. Elle entre le 24 mars 1973 à la 34e place du classement, jusqu'à atteindre la 1re position lors de sa onzième semaine dans le hit-parade, et y reste pendant 3 semaines consécutives. Au Québec, elle fait son entrée le 15 septembre 1973, elle s'est classée à la 1re place pendant deux semaines et reste dans le Palmarès francophone pendant 20 semaines. En Suisse romande, elle atteint la 5e position du hit-parade de la RSR.

## Classements
| Classement (1973)                       | Meilleure position |
| --------------------------------------- | ------------------ |
| Belgique (Wallonie Ultratop 50 Singles) | 1                  |
| France (CIDD)                           | 1                  |
| Québec (Palmarès francophone)           | 1                  |
| Suisse romande (RSR),                   | 5                  |

| Classement (1973) | Position |
| ----------------- | -------- |
| France (IFOP)     | 4        |

## Historique de sortie
| Pays                 | Date      | Format   | Label    |
| -------------------- | --------- | -------- | -------- |
| France               | mars 1973 | 45 tours | CBS      |
| Allemagne de l'Ouest | 1973      | 45 tours | CBS      |
| Canada               | 1973      | 45 tours | Gamma    |
| Grèce                | 1973      | 45 tours | CBS      |
| Israël               | 1973      | 45 tours | CBS      |
| Pays-Bas             | 1973      | 45 tours | CBS      |
| Portugal             | 1973      | 45 tours | Alvorada |

## Reprises et adaptations
En 2014, Amaury Vassili reprend Rien qu'une larme sur son album Amaury Vassili chante Mike Brant.